# Iraca (etno-botánica)
Iraca es el nombre genérico de las hierbas alimenticias dado por indígenas precolombinos del Caribe y tierra firme de Colombia a la llegada de los conquistadores españoles en el siglo XVI.
Don Gonzalo Fernández de Oviedo, en su Historia general y natural de las Indias (1535 - 1557), dice:

"Son los indios muy amigos de comer hierbas cocidas, y en Tierra Firme llámanlas iracas, que es lo mismo que decir hierbas; porque, aunque son conoscidas entre ellos e tienen sus nombres proprios e particulares, cuando las nombran juntos, dicen iracas, que es lo mismo que decir hierbas. E las que tienen por sanas y experimentadas para su comer, juntas de muchos géneros, las cuecen, y hacen un potaje que paresce espinacas guisadas, y echan asimismo flores de otras e así, toda aquella mezcla llaman ellos iracas, e así hacen sus potajes. A lo menos en Tierra Firme, donde algunos cristianos o por nescesidad y hambre, o porque otros son amigos de probarlo todo, estiman este potaje e lóanle e aun le continúan, dice que se hallan bien con él, y ellos acrescientan en este potaje calabazas e ají (que es la pimienta que tengo dicho), e cuando tiene todo esto, es buen potaje. Este nombre iraca es de la lengua de Cueva, en Tierra Firme, en la gobernación de Castilla del Oro, y en estas islas y en la Tierra Firme hay muchas diferencias de lenguas de una gente a otra, e una cosa tiene muchos nombres, e también diversas cosas tienen un mismo nombre; y querer escudriñar éste, sería nunca acabar. Y ved en cuánta manera es la diferencia: que allí donde a las hierbas llaman iracas, seyendo muchas, llaman a la mujer ira y a la manceba iracha. Pasemos a lo demás de la agricoltura."